# Nguyễn Đức Việt (đạo diễn)
Nguyễn Đức Việt (sinh ngày 1 tháng 5 năm 1961) là nghệ sĩ ưu tú, nhà quay phim, đạo diễn điện ảnh Việt Nam. Ông được biết đến khi giành giải Quay phim xuất sắc tại Liên hoan phim Việt Nam lần thứ 11 với bộ hai phim Cây bạch đàn vô danh, Nước mắt thời mở cửa. Từ năm 2007, ông chuyển sang làm đạo diễn và có được một số tác phẩm xuất sắc như: Những đứa con của làng, Vũ điệu đam mê, Em muốn làm người nổi tiếng.
Năm 2022, Nguyễn Đức Việt được trao tặng Giải thưởng Nhà nước về Văn học Nghệ thuật trong lĩnh vực Điện ảnh với tác phẩm Những đứa con của làng và Rượu cần đêm mưa.

## Tiểu sử
Nguyễn Đức Việt sinh ngày 1 tháng 5 năm 1961, trong một gia đình trí thức thuộc dòng họ Nguyễn Đức ở Nghi Trung, Nghi Lộc, Nghệ An. Cha ông là Nguyễn Đức Nam nhà giáo, nhà lý luận phê bình văn học, nguyên giám đốc Nhà xuất bản Giáo dục.

## Sự nghiệp
Tốt nghiệp khoa Quay phim, Trường Đại học Sân khấu - Điện ảnh Hà Nội cùng với Lý Thái Dũng, Vũ Đức Tùng, Vi Linh và  Vũ Quốc Tuấn. Năm 1987, Nguyễn Đức Việt về công tác tại Hãng phim truyện Việt Nam. Năm 1996, ông giành giải Quay phim xuất sắc với hai bộ phim điện ảnh Cây bạch đàn vô danh của đạo diễn Nguyễn Thanh Vân và Nước mắt thời mở cửa của đạo diễn Lưu Trọng Ninh. Năm 1999, Đức Việt tiếp tục hợp tác với Nguyễn Thanh Vân qua bộ phim điện ảnh Đời cát, bộ phim này giành được khá nhiều giải thưởng trong và ngoài nước.
Năm 2007, Đức Việt được nhà biên kịch Nguyễn Thị Hồng Ngát mời làm đạo diễn bộ phim điện ảnh âm nhạc Em muốn làm người nổi tiếng, bộ phim giành giải Khuyến khích tại Giải Cánh diều 2007. Năm 2009, khi đang thực hiện bộ phim truyền hình Men say - cũng lấy đề tài về âm nhạc - cho Đài Truyền hình Hà Nội, đạo diễn Đức Việt được gặp tác giả Vũ Ly Ly và đọc kịch bản Bụi đường tinh khôi của cô. Trong cùng năm, ông làm đạo diễn, thực hiện bộ phim điện ảnh âm nhạc đề tài Hip hop đầy tiên tại Việt Nam Vũ điệu đam mê dựa theo kịch bản Bụi đường tinh khôi, bộ phim sau đó giành giải Cánh diều Bạc năm 2010 và Bông sen Bạc năm 2011.
Nguyễn Đức Việt là thành viên Ban giám khảo hạng mục Phim truyện điện ảnh của Giải Cánh diều 2012 và 2018. Năm 2015, bộ phim Những đứa con của làng do ông đạo giành được giải Cánh diều Bạc cùng với Lạc giới của đạo diễn Phi Tiến Sơn và Hương ga của đạo diễn Cường Ngô; bộ phim còn nhận được giải cho Nam diễn viên phụ, Kịch bản xuất sắc và giải thưởng do Báo chí bình chọn. Cuối năm 2015, Những đứa con của làng tiếp tục giành thêm giải Bông sen Bạc cùng với Cuộc đời của Yến tại Liên hoan phim Việt Nam lần thứ 19. Năm 2019, Đức Việt đạo diễn bộ phim ngắn tập Vương tơ của Kênh truyền hình Đài Tiếng nói Việt Nam.
Năm 2021, Nguyễn Đức Việt nghỉ hưu nhưng vẫn tiếp tục làm phim trong đó có phim điện ảnh Hồng Hà nữ sĩ năm 2022. Năm 2024, tại Liên hoan phim quốc tế Hà Nội lần thứ 7, ông được trao Bằng khen cho các đạo diễn, biên kịch các bộ phim về Hà Nội tham dự Liên hoan phim.

## Tác phẩm
| Năm               | Tác phẩm                    | Định dạng                  | Đạo diễn                        | Ghi chú                |
| Vai trò quay phim | Vai trò quay phim           | Vai trò quay phim          | Vai trò quay phim               | Vai trò quay phim      |
| ----------------- | --------------------------- | -------------------------- | ------------------------------- | ---------------------- |
| 1990              | Chiếc bình tiền kiếp        | Điện ảnh                   | Nguyễn Hữu Phần                 | [ 5 ]                  |
| 1992              | Truy lùng băng quỷ gió      | Điện ảnh                   | Tự Huy                          | [ 5 ]                  |
| 1996              | Cây bạch đàn vô danh        | Điện ảnh                   | Nguyễn Thanh Vân                | [ 5 ]                  |
| 1996              | Nước mắt thời mở cửa        | Điện ảnh                   | Lưu Trọng Ninh                  | [ 5 ]                  |
| 1997              | Khoảng vỡ                   | Điện ảnh                   |                                 | [ 5 ]                  |
|                   | Người hàng binh             |                            |                                 | [ 5 ]                  |
| 1998              | Sau lũy tre làng            | Điện ảnh truyền hình (VTV) | Vũ Phạm Từ                      |                        |
| 1999              | Đời cát                     | Điện ảnh                   | Nguyễn Thanh Vân                | [ 5 ]                  |
| 2002              | Vua bãi rác                 | Điện ảnh                   | Đỗ Minh Tuấn                    | [ 5 ]                  |
| 2002              | Bài ca Trường Sơn           | Phim tài liệu              | Phạm Việt Thanh                 | quay cùng Vũ Đức Tùng  |
| 2004              | Ký ức Điện Biên             | Điện ảnh                   |                                 |                        |
| 2009              | Nhạc nghi lễ                | Vided âm nhạc              | Phạm Việt Thanh                 | quay cùng Hoàng Dũng   |
| Vai trò đạo diễn  |                             |                            |                                 |                        |
| 2008              | Con đường sáng              | Truyền hình                | Phạm Việt Thanh (đồng đạo diễn) | kiêm Giám đốc hình ảnh |
| 2008              | Em muốn làm người nổi tiếng | Điện ảnh                   |                                 |                        |
| 2008              | Rượu cần đêm mưa            | Phim video                 |                                 |                        |
| 2010              | Men say                     | Truyền hình                |                                 | [ 19 ]                 |
| 2011              | Vũ điệu đam mê              | Điện ảnh                   |                                 |                        |
| 2014              | Những đứa con của làng      | Điện ảnh                   |                                 | [ 5 ]                  |
| 2017              | Bước nhảy hoàn vũ           | Truyền hình                |                                 | [ 20 ]                 |
| 2017              | Biên cương                  | Truyền hình                |                                 | [ 5 ] [ 21 ]           |
| 2019              | Vương tơ                    | Truyền hình                | Nguyễn Anh Tuấn (đồng đạo diễn) |                        |
| 2023              | Hồng Hà nữ sĩ               | Điện ảnh                   |                                 | [ 5 ]                  |

## Giải thưởng

### Giải thưởng cá nhân
| Năm  | Giải thưởng / Sự kiện              | Hạng mục      | Đề cử              | Tác phẩm                                     | Kết quả   | Ghi chú |
| ---- | ---------------------------------- | ------------- | ------------------ | -------------------------------------------- | --------- | ------- |
| 1996 | Liên hoan phim Việt Nam lần thứ 11 | Phim điện ảnh | Quay phim xuất sắc | Cây bạch đàn vô danh và Nước mắt thời mở cửa | Đoạt giải | [ 4 ]   |

### Giải thưởng cho tác phẩm
| Năm              | Giải thưởng / Sự kiện              | Hạng mục                   | Tác phẩm                    | Kết quả                | Ghi chú          |
| Vai trò đạo diễn | Vai trò đạo diễn                   | Vai trò đạo diễn           | Vai trò đạo diễn            | Vai trò đạo diễn       | Vai trò đạo diễn |
| ---------------- | ---------------------------------- | -------------------------- | --------------------------- | ---------------------- | ---------------- |
| 2008             | Giải Cánh diều 2007                | Phim truyện điện ảnh       | Em muốn làm người nổi tiếng | Giải khuyến khích      | [ 4 ]            |
| 2008             | Giải Cánh diều 2007                | Phim truyền hình dài tập   | Con đường sáng              | Bông sen Bạc           | [ 22 ]           |
| 2009             | Giải Cánh diều 2008                | Phim truyền hình / video   | Rượu cần đêm mưa            | Cánh diều bạc          | [ 23 ]           |
| 2010             | Giải Cánh diều 2009                | Phim truyền hình nhiều tập | Men say                     | Bông sen Bạc           | [ 24 ]           |
| 2011             | Giải Cánh diều 2010                | Phim truyện điện ảnh       | Vũ điệu đam mê              | Cánh diều bạc          | [ 4 ]            |
| 2011             | Liên hoan phim Việt Nam lần thứ 17 | Phim truyện điện ảnh       | Vũ điệu đam mê              | Bông sen Bạc           | [ 4 ]            |
| 2011             | Liên hoan phim Việt Nam lần thứ 17 | Phim truyền hình           | Rượu cần đêm mưa            | Giải của Ban Giám khảo | [ 25 ]           |
| 2015             | Liên hiệp Hội Văn học nghệ thuật   |                            | Những đứa con của làng      | Đoạt giải              | [ 26 ] [ 27 ]    |
| 2015             | Liên hoan phim Việt Nam lần thứ 19 | Phim truyện điện ảnh       | Những đứa con của làng      | Bông sen Bạc           | [ 27 ]           |
| 2017             | Giải Cánh diều 2016                | Phim truyền hình           | Biên cương                  | Bằng khen              | [ 28 ]           |